# Herkulan
Herkulan – imię męskie pochodzące od imienia Herkulesa. Istnieli liczni święci o tym imieniu, wśród nich św. Herkulan, biskup (VI wiek).
Herkulan imieniny obchodzi 1 marca, 28 maja, 12 sierpnia, 5 września, 25 września i 7 listopada.